# Wahnbachtalsperrenverband
Der Wahnbachtalsperrenverband (WTV) ist ein überortlich agierender Wasser- und Bodenverband in Nordrhein-Westfalen, der seinen Sitz in der Kreisstadt Siegburg hat. In der Rechtsform einer Körperschaft des öffentlichen Rechts sichert er die Versorgung mit Trinkwasser für rund 800.000 Einwohner in der Region. Zur Trinkwassergewinnung betreibt der Verband die Wahnbachtalsperre und zwei weitere Grundwasserentnahmen an der Sieg.

## Verbandsgebiet und Versorgungsgebiet

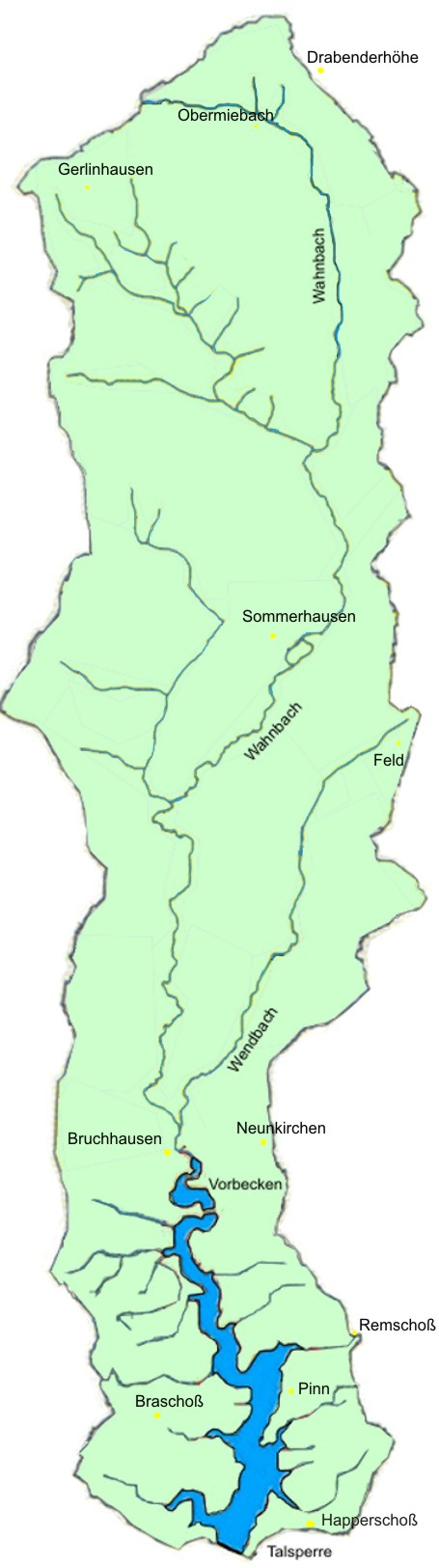
Einzugsgebiet der Wahnbachtalsperre

Das Verbands- und Versorgungsgebiet mit einer Größe von 970 km² umfasst die Stadt Bonn und den Rhein-Sieg-Kreis, dessen Kreisgebiet auf beiden Seiten des Rheins liegt und das Stadtgebiet der Bundesstadt umschließt.  Rechtsrheinisch im nordöstlichen Teil liegt das Einzugsgebiet des Wahnbachs, einem rechten Nebenfluss der Sieg. Es wird umgrenzt von den Einzugsgebieten der Agger und der Bröl, die beide im Zuständigkeitsbereich des Aggerverbands stehen. Zur Wasserversorgung betreibt der Verband ein großes Versorgungsnetz mit einer Gesamtlänge von 230 Kilometern. Es reicht auf der linken Rheinseite bis nach Rheinland-Pfalz in den Landkreis Ahrweiler mit den Städten Remagen und Bad Neuenahr-Ahrweiler. Darüber hinaus wird Wasser an den Zweckverband Eifel-Ahr geliefert. Folgende Gemeinden werden vom Verband versorgt:
rechtsrheinisch
- Gemeinde Eitorf
- Gemeinde Neunkirchen-Seelscheid
- Gemeinde Ruppichteroth
- Gemeinde Windeck (teilweise)
- Kreisstadt Siegburg
- Stadt Hennef
- Stadt Königswinter
- Stadt Lohmar
- Stadt Niederkassel (teilweise)
- Stadt Sankt Augustin

linksrheinisch
- Bundesstadt Bonn
- Gemeinde Alfter
- Gemeinde Wachtberg
- Stadt Bad Neuenahr-Ahrweiler
- Stadt Bornheim (teilweise)
- Stadt Meckenheim
- Stadt Rheinbach
- Stadt Remagen
- Zweckverband Eifel-Ahr

## Organisation und Mitglieder
Als Verbandsorgane sind tätig die Verbandsversammlung und ein Vorsteher, der einen Stellvertreter hat. Beide sind ehrenamtlich tätig und werden für fünf Jahre von der Verbandsversammlung gewählt. Der Verband unterliegt der Rechtsaufsicht durch die Bezirksregierung Köln.
Mitglieder des Verbandes sind
- die Stadt Bonn,
- der Rhein-Sieg-Kreis,
- die Stadt Siegburg

Von den Mitgliedern sind Verbandsbeiträge zur Finanzierung der Verbandsaufgaben zu leisten,

## Trinkwasserversorgung

### Wahnbachtalsperre
Zentrale Anlage für die Trinkwasserversorgung ist die Wahnbachtalsperre, eine reine Trinkwassertalsperre. Sie konnte nach vier Jahren Bauzeit 1958 in Betrieb genommen werden. Bei einem maximalen Stauvolumen von 41,3 Millionen Kubikmetern beträgt der durchschnittliche Talsperreninhalt  34 Millionen Kubikmeter im Jahr, von denen pro Jahr unbefristet bis 28,1 Millionen Kubikmeter Oberflächenwasser entnommen werden dürfen. Ein Pumpwerk am Dammfuss in Seligenthal fördert bis zu 3.500 Kubikmeter Talsperrenwasser pro Stunde über eine Transportleitung DN 1000 in die Trinkwasseraufbereitung Siegburg-Siegelsknippen. Diese liegt nordwestlich ungefähr 1,5 Kilometer und 100 Meter oberhalb der Talsperre.
Wegen der Trinkwassergewinnung ist das Einzugsgebiet der Talsperre als Wasserschutzgebiet ausgewiesen. Für die Land- und Fortwirtschaft gelten daher besondere Regeln. Im direkten Umfeld der Talsperre mit Schutzzone 1 ist der Allgemeingebrauch stark eingeschränkt und das Baden, Schwimmen und Bootfahren untersagt.

### Grundwasserentnahmen
Mit dem Anstieg des Trinkwasserbedarfs im Versorgungsgebiet war abzusehen, dass die Leistungsfähigkeit der Talsperre auf Dauer nicht reichen würde. Daher wurde bis 1968 im Gebiet der unteren Sieg eine zusätzlichen Trinkwassergewinnung eingerichtet. Eine weiter Anlage kam im Hennfer Siegbogen dazu, die mit der 1978 erteilten wasserrechtlichen Bewilligung eine Entnahme von 13,3 Millionen Kubikmetern erlaubte. An beiden Gebieten sind Wasserschutzgebiete ausgewiesen, die gestuft in verschiedene Zonen eingeteilt sind. Die besonders zu schützenden Flächen dürfen nicht betreten werden und sind eingezäunt.
Grundwasserentnahme in Sankt Augustin-Meindorf
Das Wasserschutzgebiet liegt rechtsrheinisch nördlich von Bonn-Beuel kurz oberhalb der Siegmündung. Über drei Horizontalfilterbrunnen dürfen dort pro Jahr bis zu 20 Millionen Kubikmeter Grundwasser entnommen werden. Die Brunnen sind für eine maximale Förderung von 3.000 Kubikmeter pro Stunde ausgelegt und fördern in die anschließende Trinkwasseraufbereitungsanlage. Die Grundwasserstände werden regelmäßig überwacht: wöchentlich an 82 Messstellen, monatlich an 103 Messstellen sowie halbjährlich an 207 Messstellen. Nach Vermischung mit Wasser der Wahnbachtalsperre wird das Wasser zu Hochbehältern auf dem linksrheinischen Gebiet gepumpt.
Grundwasserentnahme in Hennef
Das Wasserschutzgebiet liegt im Siegbogen nordwestlich des Ortskerns und besitzt zwei Horizontalfilterbrunnen. Bis 2030 dürfen dort pro Jahr 7 Mio. Kubikmeter Grundwasser entnommen werden. Über eine Transportleitung DN 800 gelangt das Rohwasser zum Betriebsgelände unterhalb des Absperrdammes an der Wahnbachtalsperre und wird zusammen mit dem Talsperrenwasser zur Aufbereitungsanlage gepumpt. Auch hier wird an vielen Stellen der Grundwasserspiegel beobachtet: wöchentlich an 46, monatlich an 65 sowie halbjährlich an 161 Messstellen.

### Versorgungseinrichtungen
Neben den genannten drei Wassergewinnungsanlagen verfügt der Wahnbachtalsperrenverband über 230 km Transportleitungen für das Roh- und Trinkwasser. Drei Hauptversorgungsleitungen führen in die drei Versorgungsbereiche Ost/West II, Mitte und West I. Zur Verbindung in die westlich des Rheins gelegenen Teile des Rhein-Sieg-Kreises mit der Bundesstadt Bonn sind drei Dükerstrecken gebaut worden. Die erste war schon 1956 über die Rheinbreite von 450 Metern gebaut worden. 1965 wurde für die zweite Hauptversorgungsleitung bei Bonn-Graurheindorf aus Redundanzgründen ein Doppelrohrdüker mit zwei Rohren DN 800 verlegt. Für die dritte Hauptversorgungsleitung war 1982 die dritte Rheinquerung erforderlich geworden. Zur Kostensenkung konnte der Doppeldüker (2*DN 800) zusammen mit zwei Gasleitungen etwa 1,20 m unterhalb des natürlichen Rheinbetts verlegt werden. Die Abgabe des Trinkwassers erfolgt an 74 Übergabestationen, von denen aus die örtlichen Versorger das Wasser an die Bevölkerung, das Gewerbe und die Industrie abgibt. Zur Netzstabilisierung verfügt das Trinkwassernetz über 16 Trinkwasserbehälter mit einer Kapazität von 113.000 m³ und 17 Pumpwerke.
In der Gesamtheit entstammt das aufbereitete Trinkwasser zu 65 % aus der Wahnbachtalsperre. Die restlichen 35 % kommen aus dem Grundwasser, 27 % aus St. Augustin und 8 % vom Hennefer Siegbogen.

## Trivia
Der Wahnbachtalsperrenverband ist Mitglied der Arbeitsgemeinschaft der Wasserwirtschaftsverbände in Nordrhein-Westfalen.